# Raymond Washington
Pour les articles homonymes, voir Washington.
Raymond Lee Washington, né le 14 août 1953 à Los Angeles et mort le 9 août 1979 dans la même ville, est un Afro-Américain, principalement connu en tant que fondateur du gang des Crips.

## Jeunesse
Raymond « Ray Ray » Washington est né à Los Angeles. Alors qu'il est âgé de 3 ans, sa famille emménage dans la 76e rue, dans la partie Est des quartiers de South Los Angeles.

## Fondation des Crips
Lycéen à la Fremont High School, il crée un gang baptisé les « Baby Avenues » avec l'aide d'autre lycéen. Son objectif est alors de protéger son quartier de South Central contre les autres gangs armés sévissant à Los Angeles.
Le nom évolue en Crips et fédère plusieurs gangs qui se créent à l'époque, tels que les « Main Street Crips », les « Kitchen Crips », les « 5 Deuce Crips » et les « Grandee Compton Crips ». Ces gangs ne forment pas une même entité et sont souvent rivaux.
Washington, qui brille dans le combat à mains nues, rejette l'usage d'armes à feu par les gangs. Avec l'afflux d'armes dont disposent les gangs de Los Angeles au cours des années 1970, cette position entraîne le déclin de son influence.

## Assassinat
Washington est assassiné le 9 août 1979, à l'âge de 25 ans, d'un tir de fusil à canon scié, alors qu'il se trouvait au croisement de la 64e rue et de San Pedro Street. Il fut abattu par une personne se trouvant à l'intérieur d'une voiture et qui l'avait appelé pour le faire approcher. Le meurtrier n'a jamais pu être identifié.